# Tour de Loire-Atlantique
A Tour de Loire-Atlantique é uma corrida de ciclismo francesa disputada no mês de junho no departamento de Loire-Atlantique, na região País do Loire. Está inscrita no calendário elite nacional da Federação Francesa de Ciclismo.

## Apresentação
A Tour de Loire-Atlantique teve início em 1980. Foi organizado até 2000 pelo US Saint-Herblain. Durando este período, Jean-Cyril Robin, 6.º do Tour de France de 1998, e o britânico Roger Hammond, 3.º de Paris-Roubaix de 2004, inscrevem sobretudo o seu nome no palmarés da carreira por etapas.
Não foi disputado durante dez anos, o UC Nantes Atlantique relança a prova em 2012 baixo o nome de Troféu Loire-Atlantique. Em 2015, o Comité departamental de Loire-Atlantique junta-se à organização da prova que retoma o seu nome actual.

## Palmarés
| Ano                      | Ganhador             | Segundo              | Terceiro            |               |
| ------------------------ | -------------------- | -------------------- | ------------------- | ------------- |
| Tour de Loire-Atlantique |                      |                      |                     |               |
| 1980                     | Félix Urbain         | Bernard Richard      | Christian Ardouin   |               |
| 1981                     | Gilles Métriau       | Jean-Claude Bougouin | Philippe Denié      |               |
| 1982                     | Gilles Métriau       | Philippe Denié       | Lionel Poret        |               |
| 1983                     | Bernard Richard      | Michel Goignard      | Jean-Pierre Briand  |               |
| 1984                     | Bernard Richard      | Thierry Brischat     | René Taillandier    |               |
| 1985                     | Éric Heulot          | Bernard Richard      | René Taillandier    |               |
| 1986                     | Denis Leproux        | René Taillandier     | Didier Pasgrimaud   |               |
| 1987                     | Jean-Louis Conan     | Éric Heulot          | Claude Moreau       |               |
| 1988                     | Jean-Cyril Robin     | Philippe Peugnet     | Jacky Durand        |               |
| 1989                     | Claude Moreau        | Thierry Bricaud      | Dominique Zamagna   |               |
| 1990                     | Stéphane Galbois     | Marc Savary          | Andy Hurford        |               |
| 1991                     | Dominique O Bom      | Jean-Marc Rivière    | Frédéric Rouinsard  |               |
| 1992                     | François Urien       | Freddy Arnaud        | Pascal Deramé       |               |
| 1993                     | Nicolas Jalabert     | Freddy Arnaud        | René Taillandier    |               |
| 1994                     | Pascal Deramé        | Frédéric Delalande   | Thierry Bricaud     |               |
| 1995                     | Stéphane Conan       | Gérard Bigot         | Gérald Liévin       |               |
| 1996                     | Freddy Arnaud        | Aidan Duff           | Sébastien Rondeau   |               |
| 1997                     | Roger Hammond        | Florent Brard        | Nicolas Dumont      |               |
| 1998                     | Frédéric Delalande   | Stéphane Corlay      | Brent Aucuut        |               |
| 1999                     | Martial Locatelli    | Stéphane Krafft      | Norten Hegreberg    |               |
| 2000                     | Ivaïlo Gabrovski     | Yuriy Krivtsov       | Stéphane Conan      |               |
| 2001-2011                | Não disputado        | Não disputado        | Não disputado       | Não disputado |
| Troféu Loire-Atlantique  |                      |                      |                     |               |
| 2012                     | Benoît Poitevin      | Maxime Le Montagner  | Sylvain Blanquefort |               |
| 2013                     | Erwan Brenterch      | Thomas Girard        | Mathieu Cloarec     |               |
| 2014                     | Sylvain Lopez        | Benoît Sinner        | Jimmy Raibaud       |               |
| Tour de Loire-Atlantique |                      |                      |                     |               |
| 2015                     | Nicolas David        | Thibault Ferasse     | Cyrille Patoux      |               |
| 2016                     | Fabien Schmidt       | Marc Staelen         | Freddie Guilloux    |               |
| 2017.                    | Kévin Perret         | Clément Davy         | Guillaume Gerbaud   |               |
| 2018                     | Karl Patrick Lauk    | Baptiste Constantin  | Thibault Ferasse    |               |
| 2019                     | Stylianós Farantákis | David Boutville      | Maël Boivin         |               |